# Hippa granulatus
Hippa granulatus is een tienpotigensoort uit de familie van de Hippidae. De wetenschappelijke naam van de soort is voor het eerst geldig gepubliceerd in 1904 door Borradaile.